# Eureka (2000)
Eureka ist ein japanischer Spielfilm von Shinji Aoyama aus dem Jahr 2000.

## Handlung
Als Kozue mit ihrem Bruder Naoki morgens in den Bus einsteigt, wirkt alles noch idyllisch. Die Mutter steht auf einer Anhöhe und winkt, der Bus fährt los, dann Schnitt. Die nächste Einstellung zeigt eine Hand in einer Blutlache! Der Bus wurde entführt und der Geiselnehmer tötet wahllos die Passagiere. Am Ende überleben nur die beiden Geschwister und der Busfahrer Makoto Sawai. Der wird zwar als Held gefeiert, findet aber, verstört von der Begegnung mit dem Tod, nicht mehr zurück in sein bisheriges Leben. Getrieben flieht er schließlich und lässt seine Frau zurück. Auch Naoki und Kozue sowie ihre ganze Familie hat das Trauma aus der Bahn gerissen. Für die Kinder geht die Tragödie sogar noch weiter: Erst verlässt die Mutter die zerrüttete Familie, dann stirbt der Vater bei einem Autounfall. Die Geschwister sind sich selbst überlassen. 
Nach zwei Jahren kehrt Makoto schließlich zurück, doch nichts hat sich zum Besseren gewendet. Seine Frau ist weg und die Familie seines Bruders reagiert abweisend. Schließlich wird er sogar Hauptverdächtiger in einer Mordserie. Noch schlimmer hat es aber die Kinder getroffen. Auf sich allein gestellt, haben sie sich zurückgezogen, sprechen nicht mehr und haben auch ansonsten jede Kommunikation mit der Außenwelt eingestellt. Als Makoto der Enge der kleinbürgerlichen Welt seines Bruders entfliehen muss, zieht er zu den beiden Kindern...

## Kritiken
- „Ein formal wie thematisch herausragender Film über Verantwortung, die unmerkliche Verschiebung von Wahrnehmungsmustern sowie die Chance des Zurückfindens.“ (film-dienst, 6. November 2001)
- „Manche Filme schreiben das Medium Film als Kunst fort, sagen Gültiges, und ihre Erzählung zieht einen bis zum Schluss in den Bann. Sie sind selten.“ (Anke Westphal in Berliner Zeitung, 29. November 2001)

## Auszeichnungen
Der Film lief 2000 im Wettbewerb der Filmfestspiele von Cannes um die Goldene Palme, musste sich aber Lars von Triers Dancer in the Dark geschlagen geben. Allerdings gewann der Film in Cannes den Preis der Ökumenischen Jury sowie den FIPRESCI-Preis. Auf dem polnischen Filmfestival Camerimage, das die besten Kameraleute ehrt, war der Kameramann Masaki Tamura für den Hauptpreis, den Goldenen Frosch, nominiert, konnte sich aber nicht Rodrigo Prieto durchsetzen, der für den Film Amores Perros ausgezeichnet wurde. Auf dem Singapore International Film Festival gewann der Film im Jahr 2001 als Bester asiatischer Film.
Bei der Verleihung der Japanese Professional Movie Awards 2002 gewann Aoi Miyazaki in der Kategorie Beste Nachwuchsdarstellerin.